# Honduras aux Jeux olympiques d'été de 2012
Le Honduras participe aux Jeux olympiques d'été de 2012 à Londres au Royaume-Uni du 27 juillet au 12 août 2012. Il s'agit de sa 10e participation à des Jeux d'été.

## Délégation
Outre les 18 joueurs de l'équipe de football, les 9 autres athlètes (dont 3 femmes), un cadre technique et 7 entraîneurs (voir dans les rubriques consacrées à chacun des sports), la délégation se compose de :
- Marco Antonio Mendoza, délégué ;
- Raúl Pérez, médecin ;
- Gustavo Suazo, kinésithérapeute ;
- Jaime Varela, responsable du matériel ;
- Edwin Banegas, journaliste.

## Épreuves

### Athlétisme
Le Honduras participe aux Jeux olympiques avec deux athlètes, Ronald Bennett et Jeimy Bernardez, tous deux grâce à une invitation de l'Association internationale des fédérations d'athlétisme (IAAF). En plus des athlètes, la délégation se compose de l'entraineur Fausto Baide.
110 m haies Hommes
Ronald Bennett, porte drapeau de la délégation du Honduras, participe aux séries éliminatoires de l'épreuve de 110 m haies.
Blessé sur la deuxième haie de la course, il réalise un temps qui dépasse de 65 centièmes sa meilleure performance (13,80 s à l'Universiade d'été de 2009). Il finit 9e et dernier de sa série et 44e de l'épreuve.
| Athlète        | Épreuve     | Date et heure       | Lieu            | Série    | Série | Quart de finale | Quart de finale | Demi-finale | Demi-finale | Finale   | Finale |
| Athlète        | Épreuve     | Date et heure       | Lieu            | Résultat | Rang  | Résultat        | Rang            | Résultat    | Rang        | Résultat | Rang   |
| -------------- | ----------- | ------------------- | --------------- | -------- | ----- | --------------- | --------------- | ----------- | ----------- | -------- | ------ |
| Ronald Bennett | 110 m haies | 7 août 2012 10 h 45 | Olympic Stadium | 14 s 45  | 44e   | -               | -               | -           | -           | -        | -      |

100 m haies Femmes
Jeimy Bernardez participe à l'épreuve du 100 m haies. Avec un temps de 14,36 s, soit 53 centièmes de plus que son meilleur temps (13,83 s aux Championnats NACAC espoirs 2008 à Toluca). Elle termine 8e et dernière de sa série éliminatoire.
| Athlète         | Épreuve     | Date        | Lieu            | Série    | Série | Quart de finale | Quart de finale | Demi-finale | Demi-finale | Finale   | Finale |
| Athlète         | Épreuve     | Date        | Lieu            | Résultat | Rang  | Résultat        | Rang            | Résultat    | Rang        | Résultat | Rang   |
| --------------- | ----------- | ----------- | --------------- | -------- | ----- | --------------- | --------------- | ----------- | ----------- | -------- | ------ |
| Jeimy Bernardez | 100 m haies | 6 août 2012 | Olympic Stadium | 14 s 36  | 41e   | -               | -               | -           | -           | -        | -      |

### Boxe
Le Honduras participe aux Jeux olympiques avec un boxeur, Bayron Molina Figueroa, sur invitation de la commission tripartite. Le Honduras n'avait pas eu de boxeur aux Jeux Olympiques depuis 1996. L'entraîneur Geovany Hernández fait aussi partie de la délégation.
Bayron Molina, né le 10 mai 1993 (19 ans lors des Jeux) participe à la compétition dans la catégorie mimouche. Bien qu'il n'ait participé qu'à trois compétitions internationales et n'en ait remporté aucune, il s'est distingué par une victoire contre le nicaraguayen Reineris Gutierrez à Bogota. Il participe aux Jeux de Londres.
Baynor Molina s'incline lors de son premier match contre Devendro Singh de la délégation indienne, au bout de 2 min 24 s par arrêt de l'arbitre.
| Athlète       | Épreuve          | Date                       | Lieu                 | 16e de finale                           | 8e de finale        | Quart de finale     | Demi-finale         | Finale              | Finale |
| Athlète       | Épreuve          | Date                       | Lieu                 | Adversaire Résultat                     | Adversaire Résultat | Adversaire Résultat | Adversaire Résultat | Adversaire Résultat | Rang   |
| ------------- | ---------------- | -------------------------- | -------------------- | --------------------------------------- | ------------------- | ------------------- | ------------------- | ------------------- | ------ |
| Bayron Molina | Poids mi mouches | 13 juillet 2012 après-midi | ExCeL, South Arena 2 | Devendro Singh (IND) Arrêt de l'arbitre | -                   | -                   | -                   | -                   | -      |

### Football
Le Honduras participe, pour la troisième fois de son histoire (voir 2000 et 2008) au tournoi olympique masculin de football, grâce à une place en finale au Tournoi pré-olympique masculin de la CONCACAF. En plus des 18 joueurs et de l'entraîneur Luis Suárez, la délégation comprend le directeur technique Jorge Jiménez.
La sélection hondurienne parvient en quart de finale, où l'équipe perd contre le Brésil.

#### Effectif
La sélection hondurienne se compose de 18 joueurs dont 3 ont moins de 23 ans.
| Numéro / Nom       | Numéro / Nom           | Équipe                  | Sél. (but)      | Date de naissance | J.              |                 |                 |                 |                 |
| Gardiens de but    | Gardiens de but        | Gardiens de but         | Gardiens de but | Gardiens de but   | Gardiens de but | Gardiens de but | Gardiens de but | Gardiens de but | Gardiens de but |
| ------------------ | ---------------------- | ----------------------- | --------------- | ----------------- | --------------- | --------------- | --------------- | --------------- | --------------- |
| 1                  | José Mendoza           | Platense                | n.c. (0)        | 21 juillet 1989   | 4               | 0               | 0               | 0               | 0               |
| 18                 | Francisco Reyes (en)   | Olimpia                 | n.c. (0)        | 7 février 1990    | 0               | 0               | 0               | 0               | 0               |
| Défenseurs         |                        |                         |                 |                   |                 |                 |                 |                 |                 |
| 2                  | Wilmer Crisanto        | Victoria                | n.c. (0)        | 24 juin 1989      | 3               | 0               | 1               | 1               | 0               |
| 3                  | Maynor Figueroa        | Wigan Athletic          | n.c. (0)        | 2 mai 1983        | 4               | 0               | 1               | 0               | 0               |
| 4                  | Hilder Colón           | Real España             | n.c. (0)        | 6 avril 1989      | 0               | 0               | 0               | 0               | 0               |
| 5                  | José Velásquez         | Victoria                | n.c. (0)        | 8 décembre 1989   | 4               | 0               | 2               | 0               | 0               |
| 16                 | Johnny Leverón         | Motagua                 | n.c. (0)        | 7 février 1990    | 4               | 0               | 1               | 0               | 0               |
| Milieux de terrain |                        |                         |                 |                   |                 |                 |                 |                 |                 |
| 6                  | Arnold Peralta         | Vida                    | n.c. (0)        | 29 mars 1989      | 4               | 0               | 3               | 0               | 0               |
| 7                  | Mario Roberto Martínez | Real España             | n.c. (0)        | 30 juillet 1989   | 4               | 1               | 0               | 0               | 0               |
| 8                  | Alfredo Mejía          | Motagua                 | n.c. (0)        | 3 avril 1990      | 4               | 0               | 1               | 0               | 0               |
| 10                 | Alexander López        | Olimpia                 | n.c. (0)        | 5 juin 1992       | 3               | 0               | 0               | 0               | 0               |
| 12                 | Orlin Peralta          | Vida                    | 0 (0)           | 12 février 1990   | 4               | 0               | 0               | 0               | 0               |
| 14                 | Andy Najar             | D.C. United             | n.c. (0)        | 16 mars 1993      | 3               | 0               | 1               | 0               | 0               |
| 15                 | Roger Espinoza         | Sporting de Kansas City | n.c. (0)        | 25 octobre 1986   | 3               | 1               | 2               | 1               | 0               |
| 17                 | Luis Garrido           | Olimpia                 | n.c. (0)        | 5 novembre 1990   | 3               | 0               | 1               | 0               | 0               |
| Attaquants         |                        |                         |                 |                   |                 |                 |                 |                 |                 |
| 9                  | Anthony Lozano         | Alcoyano                | n.c. (0)        | 25 avril 1993     | 4               | 0               | 0               | 0               | 0               |
| 11                 | Jerry Bengtson         | Motagua                 | n.c. (0)        | 8 avril 1987      | 1               | 3               | 0               | 0               | 0               |
| 13                 | Eddie Hernández        | Platense                | n.c. (0)        | 27 février 1991   | 0               | 0               | 0               | 0               | 0               |
| Sélectionneur      |                        |                         |                 |                   |                 |                 |                 |                 |                 |
|                    | Luis Suárez            |                         |                 | 23 décembre 1959  |                 |                 |                 |                 |                 |

 = capitaine --  Gardien de butDéfenseurMilieu de terrainAttaquantSélectionneur

#### Premier tour
Classement
| Rang | Équipe   | Pts | J | G | N | P | Bp | Bc | Diff |
| ---- | -------- | --- | - | - | - | - | -- | -- | ---- |
| 1    | Japon    | 7   | 3 | 2 | 1 | 0 | 2  | 0  | +2   |
| 2    | Honduras | 5   | 3 | 1 | 2 | 0 | 3  | 2  | +1   |
| 3    | Maroc    | 2   | 3 | 0 | 2 | 1 | 2  | 3  | -1   |
| 4    | Espagne  | 1   | 3 | 0 | 1 | 2 | 0  | 2  | -2   |

|  | Qualifié pour le deuxième tour de la compétition.                                                                  |
|  | Pts points ; G victoires ; N match nuls ; P défaites Bp buts marqués ; Bc buts encaissés ; Diff différence de buts |

Matchs
| 26 juillet 2012 | Honduras                | 2 - 2   | Maroc                                    |                                                                       |                                                                       |
| 12 h 00 CEST    | Bengtson 56e 65e (pen.) | (0 - 1) | Barrada 39e · Labyad 67e · Bergdhich 72e | Hampden Park, Glasgow Spectateurs : 23 421 Arbitrage : Pavel Královec | Hampden Park, Glasgow Spectateurs : 23 421 Arbitrage : Pavel Královec |
| 12 h 00 CEST    | Rapport                 |         |                                          | Hampden Park, Glasgow Spectateurs : 23 421 Arbitrage : Pavel Královec | Hampden Park, Glasgow Spectateurs : 23 421 Arbitrage : Pavel Královec |

| 29 juillet 2012 | Espagne | 0-1   | Honduras    |                                                                      |                                                                      |
| 19 h 45 CEST    |         | (0-1) | Bengtson 7e | St James' Park, Newcastle Spectateurs : 26 523 Arbitrage : Juan Soto | St James' Park, Newcastle Spectateurs : 26 523 Arbitrage : Juan Soto |
| 19 h 45 CEST    | Rapport |       |             | St James' Park, Newcastle Spectateurs : 26 523 Arbitrage : Juan Soto | St James' Park, Newcastle Spectateurs : 26 523 Arbitrage : Juan Soto |

| 1er août 2012 | Japon   | 0-0   | Honduras |                                                                                 |                                                                                 |
| 17 h 0 CEST   |         | (0-0) |          | City of Coventry Stadium, Coventry Spectateurs : 25 862 Arbitrage : Slim Jedidi | City of Coventry Stadium, Coventry Spectateurs : 25 862 Arbitrage : Slim Jedidi |
| 17 h 0 CEST   | Rapport |       |          | City of Coventry Stadium, Coventry Spectateurs : 25 862 Arbitrage : Slim Jedidi | City of Coventry Stadium, Coventry Spectateurs : 25 862 Arbitrage : Slim Jedidi |

#### Quart de Finale
| 4 août 2012 | Brésil                                     | 3 - 2   | Honduras                                                            | St James' Park, Newcastle                    |                                              |
| 17h00 CEST  | Leandro Damião 38e 60e · Neymar 51e (pen.) | (1 - 1) | Martínez 12e · Espinoza 48e · Crisanto 31e, 32e · Espinoza 25e, 90e | Spectateurs : 42 166 Arbitrage : Felix Brych | Spectateurs : 42 166 Arbitrage : Felix Brych |
| 17h00 CEST  | Rapport                                    |         |                                                                     | Spectateurs : 42 166 Arbitrage : Felix Brych | Spectateurs : 42 166 Arbitrage : Felix Brych |

### Haltérophilie
Le Honduras participe aux Jeux olympiques avec un haltérophile, Christopher Joel Pavón Funes, sur invitation de la Commission tripartite. L'entraîneur Juan Carlos Guanche fait aussi partie de la délégation.
Christopher Pavón, né le 18 avril 1993 (19 ans lors des Jeux), participe à la compétition dans la catégorie des moins de 94 kg.
À l'arraché, il soulève respectivement 130, 135 et 140 kg lors des trois essais. À l'épaulé-jeté, il soulève respectivement 170, 177 et 180 kg lors des trois essais. Cette performance le classe 18e (sur 21) de sa catégorie.
| Athlète           | Épreuve    | Date        | Lieu                 | Arraché  | Arraché | Épaulé-jeté | Épaulé-jeté | Total | Rang |
| Athlète           | Épreuve    | Date        | Lieu                 | Résultat | Rang    | Résultat    | Rang        | Total | Rang |
| ----------------- | ---------- | ----------- | -------------------- | -------- | ------- | ----------- | ----------- | ----- | ---- |
| Christopher Pavón | - de 94 kg | 4 août 2012 | ExCeL, South Arena 3 | 140      | 17e     | 180         | 17e         | 320   | 18e  |

### Judo
Le Honduras participe aux Jeux olympiques avec un judoka, Kenny Alexander Godoy, sur invitation de la Commission tripartite. L'entraîneur Ernesto Taillack fait aussi partie de la délégation.
Kenny Godoy, né le 6 janvier 1986 (26 ans lors des Jeux), participe à la compétition dans la catégorie des moins de 60 kg (59,4 kg à la pesée officielle).
| Athlète     | Compétition           | Date et heure   | Lieu                 | 1/32 de finale                | 1/16 de finale      | 1/8 de finale       | Quarts de finale    | Demi-finales        | Repêchage 1         | Repêchage 2         | Finale              | Finale |
| Athlète     | Compétition           | Date et heure   | Lieu                 | Adversaire Résultat           | Adversaire Résultat | Adversaire Résultat | Adversaire Résultat | Adversaire Résultat | Adversaire Résultat | Adversaire Résultat | Adversaire Résultat | Rang   |
| ----------- | --------------------- | --------------- | -------------------- | ----------------------------- | ------------------- | ------------------- | ------------------- | ------------------- | ------------------- | ------------------- | ------------------- | ------ |
| Kenny Godoy | Moins de 60 kg hommes | 28 juillet 2012 | ExCeL, North Arena 2 | Zakari Gourouza (NIG) 100/000 | -                   | -                   | -                   | -                   | -                   | -                   | -                   | -      |

### Lutte
Le Honduras participe aux Jeux olympiques avec un lutteur, Brandon Jesús Escobar Amador, qualifié lors du tournoi de qualification continental d'Orlando, où il atteint la finale. L'entraîneur Humberto Torres fait aussi partie de la délégation.
Brandon Escobar, né le 29 septembre 1990 (21 ans lors des Jeux) participe à l'épreuve de lutte libre masculine dans la catégorie des moins de 55 kg, affronte le lutteur arménien Mihran Jaburyan en huitième de finale et est vaincu à l'issue de la deuxième période.
Lutte libre hommes
| Athlète         | Épreuve    | Date et heure       | Lieu                 | Qualification       | 8e de finale                              | Quart de finale     | Demi-finale         | Repêchage 1         | Repêchage 2         | Finale              | Finale |
| Athlète         | Épreuve    | Date et heure       | Lieu                 | Adversaire Résultat | Adversaire Résultat                       | Adversaire Résultat | Adversaire Résultat | Adversaire Résultat | Adversaire Résultat | Adversaire Résultat | Rang   |
| --------------- | ---------- | ------------------- | -------------------- | ------------------- | ----------------------------------------- | ------------------- | ------------------- | ------------------- | ------------------- | ------------------- | ------ |
| Brandon Escobar | - de 55 kg | 10 août 2012 13 h 0 | ExCeL, North Arena 2 | exempt              | Mihran Jaburyan (ARM) Battu par 6-3 / 6-0 | –                   | –                   | –                   | –                   | –                   | –      |

### Natation
Le Honduras participe aux Jeux olympiques avec un nageur, Allan Gutierrez Castro, et une nageuse, Karen Vilorio Muchnik, tous les deux en tant qu'athlètes invités pour l'universalité. L'entraîneur Leonardo González fait aussi partie de la délégation.
400 m nage libre Hommes
Allan Gutierrez, né le 12 août 1993 (19 ans lors des Jeux) participe à l'épreuve du 400 m nage libre. Il finit dernier de sa série.
| Athlète                | Épreuve          | Date et heure           | Lieu            | Série        | Série | Demi-finale | Demi-finale | Finale | Finale |
| Athlète                | Épreuve          | Date et heure           | Lieu            | Temps        | Rang  | Temps       | Rang        | Temps  | Rang   |
| ---------------------- | ---------------- | ----------------------- | --------------- | ------------ | ----- | ----------- | ----------- | ------ | ------ |
| Allan Gutierrez Castro | 400 m nage libre | 28 juillet 2012 10 h 52 | Aquatics Centre | 4 min 9 s 10 | 28e   | NC          | NC          | -      | -      |

100 m dos Femmes
Karen Vilorio, née le 27 mai 1993 (19 ans lors des Jeux) participe à l'épreuve du 50 m dos. Elle finit première de sa série, mais 41e du classement général.
| Athlète               | Épreuve   | Date et heure         | Lieu            | Série        | Série | Demi-finale | Demi-finale | Finale | Finale |
| Athlète               | Épreuve   | Date et heure         | Lieu            | Temps        | Rang  | Temps       | Rang        | Temps  | Rang   |
| --------------------- | --------- | --------------------- | --------------- | ------------ | ----- | ----------- | ----------- | ------ | ------ |
| Karen Vilorio Muchnik | 100 m dos | 29 juillet 2012 9 h 0 | Aquatics Centre | 1 min 6 s 38 | 41e   | -           | -           | -      | -      |

### Tir
Le Honduras participe aux Jeux olympiques avec une athlète, Claudia Fajardo, sur invitation de la Commission tripartite.
Claudia Fajardo participe à l'épreuve de tir au pistolet à 10 m air comprimé. Dans les quatre séries, elle réalise respectivement 83, 91, 84 et 90 points, avec 4 tirs à 10 points. Elle termine 48e (sur 49) de l'épreuve.
| Athlète         | Compétition                         | Date et heure      | Lieu                     | Qualification | Qualification | Finale | Finale |
| Athlète         | Compétition                         | Date et heure      | Lieu                     | Points        | Rang          | Points | Rang   |
| --------------- | ----------------------------------- | ------------------ | ------------------------ | ------------- | ------------- | ------ | ------ |
| Claudia Fajardo | Pistolet à 10 m air comprimé femmes | 29 août 2012 9 h 0 | Royal Artillery Barracks | 348           | 48e           |        |        |